# Fases preliminares da Copa Libertadores da América de 2020
As fases preliminares da Copa Libertadores da América de 2020 foram disputadas no primeiro trimestre do respectivo ano. Consistiu em três fases eliminatórias, onde ao final da terceira os vencedores classificaram-se para a fase de grupos.
As equipes se enfrentaram em jogos eliminatórios de ida e volta, classificando-se a que somasse o maior número de pontos. Em caso de igualdade em pontos, a regra do gol marcado como visitante seria utilizada para o desempate. Persistindo o empate, a vaga seria definida em disputa por pênaltis.

## Primeira fase
A primeira fase foi disputada por seis equipes provenientes de Bolívia, Equador, Paraguai, Peru, Uruguai e Venezuela. Os confrontos desta fase foram definidos através de sorteio.
| Chave | Equipe 1 | Total | Equipe 2               | Ida | Volta |
| ----- | -------- | ----- | ---------------------- | --- | ----- |
| E1    | San José | 0–5   | Guaraní                | 0–1 | 0–4   |
| E2    | Carabobo | 1–2   | Universitario          | 1–1 | 0–1   |
| E3    | Progreso | 1–5   | Barcelona de Guayaquil | 0–2 | 1–3   |

Todas as partidas estão em horário local.

### Chave E1
| 22 de janeiro | San José | 0 − 1     | Guaraní        | Estádio Jesús Bermúdez, Oruro |
| 18:15 (UTC−4) |          | Relatório | Báez 85' (pen) | Árbitro: ECU Augusto Aragón   |

| 29 de janeiro | Guaraní                                               | 4 − 0     | San José | Estádio Luis Alfonso Giagni, Villa Elisa |
| 19:15 (UTC−3) | É. Benítez 17' · Maná 25' · Fernández 78' · Redes 84' | Relatório |          | Árbitro: ARG Fernando Echenique          |

Guaraní venceu por 5–0 no placar agregado.

### Chave E2
| 21 de janeiro | Carabobo      | 1 − 1     | Universitario  | Polideportivo Cachamay, Ciudad Guayana |
| 18:15 (UTC−4) | Tortolero 46' | Relatório | Dos Santos 83' | Árbitro: COL Alexander Ospina          |

| 28 de janeiro | Universitario | 1 − 0     | Carabobo | Estádio Monumental, Lima     |
| 19:30 (UTC−5) | Alonso 24'    | Relatório |          | Árbitro: BRA Bráulio Machado |

Universitario venceu por 2–1 no placar agregado.

### Chave E3
| 22 de janeiro | Progreso | 0 − 2     | Barcelona de Guayaquil            | Estádio Alfredo Víctor Viera, Montevidéu |
| 21:30 (UTC−3) |          | Relatório | F. Martínez 22' · L. Martínez 48' | Árbitro: CHI Eduardo Gamboa              |

| 29 de janeiro | Barcelona de Guayaquil                   | 3 − 1     | Progreso  | Estádio Monumental, Guayaquil  |
| 19:30 (UTC−5) | Díaz 13' · F. Martínez 57' · Velasco 73' | Relatório | Rosso 56' | Árbitro: PAR Arnaldo Samaniego |

Barcelona de Guayaquil venceu por 5–1 no placar agregado.

## Segunda fase
A segunda fase foi disputada por 16 equipes, sendo 13 delas provenientes de todas as dez associações sul-americanas, mais os três vencedores da fase anterior. Os confrontos desta fase foram definidos através de sorteio.
| Chave | Equipe 1               | Total       | Equipe 2          | Ida | Volta |
| ----- | ---------------------- | ----------- | ----------------- | --- | ----- |
| C1    | Universitario          | 1–2         | Cerro Porteño     | 1–1 | 0–1   |
| C2    | Cerro Largo            | 2–6         | Palestino         | 1–1 | 1–5   |
| C3    | Independiente Medellín | 4–2         | Deportivo Táchira | 4–0 | 0–2   |
| C4    | Macará                 | 0–2         | Deportes Tolima   | 0–1 | 0–1   |
| C5    | Universidad de Chile   | 0–2         | Internacional     | 0–0 | 0–2   |
| C6    | The Strongest          | 2–2 (5–6 p) | Atlético Tucumán  | 2–0 | 0–2   |
| C7    | Guaraní                | 2–2 (gf)    | Corinthians       | 1–0 | 1–2   |
| C8    | Barcelona de Guayaquil | 5–2         | Sporting Cristal  | 4–0 | 1–2   |

Todas as partidas estão em horário local.

### Chave C1
| 5 de fevereiro | Universitario  | 1 − 1     | Cerro Porteño | Estádio Monumental, Lima  |
| 17:15 (UTC−5)  | Dos Santos 52' | Relatório | Ruiz 65'      | Árbitro: COL Andrés Rojas |

| 12 de fevereiro | Cerro Porteño | 1 − 0     | Universitario | Estádio General Pablo Rojas, Assunção |
| 19:15 (UTC−3)   | Carrizo 61'   | Relatório |               | Árbitro: ARG Patricio Loustau         |

Cerro Porteño venceu por 2–1 no placar agregado.

### Chave C2
| 5 de fevereiro | Cerro Largo | 1 − 1     | Palestino   | Estádio Domingo Burgueño, Maldonado |
| 19:15 (UTC−3)  | Borges 29'  | Relatório | Benítez 71' | Árbitro: ARG Fernando Rapallini     |

| 12 de fevereiro | Palestino                                                   | 5 − 1     | Cerro Largo | Estádio San Carlos de Apoquindo, Santiago |
| 19:15 (UTC−3)   | Carrasco 18' · Farías 34', 76' · Benegas 71' · Tarifeño 88' | Relatório | Borges 78'  | Árbitro: COL Nicolás Gallo                |

Palestino venceu por 5–2 no placar agregado.

### Chave C3
| 4 de fevereiro | Independiente Medellín                        | 4 − 0     | Deportivo Táchira | Estádio Atanasio Girardot, Medellín |
| 19:30 (UTC−5)  | Reina 3' (pen), 43' · Angulo 23' · Cuesta 70' | Relatório |                   | Árbitro: URU Leodán González        |

| 11 de fevereiro | Deportivo Táchira          | 2 − 0     | Independiente Medellín | Estádio Polideportivo, San Cristóbal |
| 18:15 (UTC−4)   | Cermeño 38' · Angarita 68' | Relatório |                        | Árbitro: URU Andrés Matonte          |

Independiente Medellín venceu por 4–2 no placar agregado.

### Chave C4
| 4 de fevereiro | Macará | 0 − 1     | Deportes Tolima | Estádio Bellavista, Ambato    |
| 19:30 (UTC−5)  |        | Relatório | Campaz 76'      | Árbitro: PER Michael Espinoza |

| 11 de fevereiro | Deportes Tolima | 1 − 0     | Macará | Estádio Manuel Murillo Toro, Ibagué |
| 19:30 (UTC−5)   | Campaz 42'      | Relatório |        | Árbitro: PAR Juan Benítez           |

Deportes Tolima venceu por 2–0 no placar agregado.

### Chave C5
| 4 de fevereiro | Universidad de Chile | 0 − 0     | Internacional | Estádio Nacional, Santiago |
| 18:00 (UTC−3)  |                      | Relatório |               | Árbitro: ARG Facundo Tello |

| 11 de fevereiro | Internacional                        | 2 − 0     | Universidad de Chile | Estádio Beira-Rio, Porto Alegre |
| 19:15 (UTC−3)   | Boschilia 43' · Marcos Guilherme 76' | Relatório |                      | Árbitro: URU Esteban Ostojich   |

Internacional venceu por 2–0 no placar agregado.

### Chave C6
| 5 de fevereiro | The Strongest              | 2 − 0     | Atlético Tucumán | Estádio Hernando Siles, La Paz  |
| 20:30 (UTC−4)  | Reinoso 45+1' · Willie 69' | Relatório |                  | Árbitro: ECU Guillermo Guerrero |

| 12 de fevereiro | Atlético Tucumán        | 2 − 0     | The Strongest | Estádio José Fierro, San Miguel de Tucumán |
| 21:30 (UTC−3)   | Ortiz 22' · Heredia 58' | Relatório |               | Árbitro: BRA Raphael Claus                 |

|                                                      |       | Penalidades                                               |  |
| Toledo Carrera Lucchetti Lotti Bravo Fernández Ortiz | 6 – 5 | Reinoso Veizaga Valverde Willie Blackburn Castillo Torres |  |

2–2 no placar agregado, Atlético Tucumán venceu por 6–5 na disputa de pênaltis.

### Chave C7
| 5 de fevereiro | Guaraní  | 1 − 0     | Corinthians | Estádio General Pablo Rojas, Assunção |
| 21:30 (UTC−3)  | Morel 7' | Relatório |             | Árbitro: VEN Alexis Herrera           |

| 12 de fevereiro | Corinthians           | 2 − 1     | Guaraní       | Arena Corinthians, São Paulo |
| 21:30 (UTC−3)   | Luan 9' · Boselli 32' | Relatório | Fernández 53' | Árbitro: ARG Néstor Pitana   |

2–2 no placar agregado, Guaraní avançou pela regra do gol fora de casa.

### Chave C8
| 6 de fevereiro | Barcelona de Guayaquil                                      | 4 − 0     | Sporting Cristal | Estádio Monumental, Guayaquil |
| 19:30 (UTC−5)  | F. Martínez 6', 50' · Gabriel Marques 13' · Álvez 82' (pen) | Relatório |                  | Árbitro: CHI Cristian Garay   |

| 13 de fevereiro | Sporting Cristal                    | 2 − 1     | Barcelona de Guayaquil | Estádio Nacional, Lima      |
| 19:30 (UTC−5)   | Sandoval 80' · Olivares 90+3' (pen) | Relatório | F. Martínez 68'        | Árbitro: BRA Wilton Sampaio |

Barcelona de Guayaquil venceu por 5–2 no placar agregado.

## Terceira fase
A terceira fase foi disputada entre 18 e 27 de fevereiro pelas oito equipes vencedoras da fase anterior. Os cruzamentos foram predeterminados, sendo que a equipe de melhor ranking realizou o jogo de volta em casa. Os vencedores da cada confronto se classificaram à fase de grupos.
| Chave | Equipe 1               | Total       | Equipe 2         | Ida | Volta |
| ----- | ---------------------- | ----------- | ---------------- | --- | ----- |
| G1    | Barcelona de Guayaquil | 5–0         | Cerro Porteño    | 1–0 | 4–0   |
| G2    | Palestino              | 1–3         | Guaraní          | 0–1 | 1–2   |
| G3    | Independiente Medellín | 1–1 (4–2 p) | Atlético Tucumán | 1–0 | 0–1   |
| G4    | Deportes Tolima        | 0–1         | Internacional    | 0–0 | 0–1   |

Todas as partidas estão em horário local.

### Chave G1
| 19 de fevereiro | Barcelona de Guayaquil | 1 − 0     | Cerro Porteño | Estádio Monumental, Guayaquil |
| 19:30 (UTC−5)   | F. Martínez 25'        | Relatório |               | Árbitro: URU Gustavo Tejera   |

| 26 de fevereiro | Cerro Porteño | 0 − 4     | Barcelona de Guayaquil                            | Estádio General Pablo Rojas, Assunção |
| 19:15 (UTC−3)   |               | Relatório | L. Martínez 34' · F. Martínez 66', 82' · Díaz 73' | Árbitro: BRA Anderson Daronco         |

Barcelona de Guayaquil venceu por 5–0 no placar agregado.

### Chave G2
| 20 de fevereiro | Palestino | 0 − 1     | Guaraní     | Estádio San Carlos de Apoquindo, Santiago |
| 19:15 (UTC−3)   |           | Relatório | Redes 45+1' | Árbitro: ARG Facundo Tello                |

| 27 de fevereiro | Guaraní                   | 2 − 1     | Palestino     | Estádio General Pablo Rojas, Assunção |
| 19:15 (UTC−3)   | Bobadilla 49' · Redes 83' | Relatório | Benegas 45+1' | Árbitro: PER Víctor Carrillo          |

Guaraní venceu por 3–1 no placar agregado.

### Chave G3
| 18 de fevereiro | Independiente Medellín | 1 − 0     | Atlético Tucumán | Estádio Atanasio Girardot, Medellín |
| 19:30 (UTC−5)   | Ricaurte 16'           | Relatório |                  | Árbitro: BRA Bruno Arleu            |

| 25 de fevereiro | Atlético Tucumán | 1 − 0     | Independiente Medellín | Estádio José Fierro, San Miguel de Tucumán |
| 21:30 (UTC−3)   | Heredia 20'      | Relatório |                        | Árbitro: VEN Alexis Herrera                |

|                           |       | Penalidades                     |  |
| Díaz Lotti Aguirre Monzón | 2 – 4 | Ricaurte Cadavid Castro Arregui |  |

1–1 no placar agregado, Independiente Medellín venceu por 4–2 na disputa de pênaltis.

### Chave G4
| 19 de fevereiro | Deportes Tolima | 0 − 0     | Internacional | Estádio Manuel Murillo Toro, Ibagué |
| 19:30 (UTC−5)   |                 | Relatório |               | Árbitro: CHI Roberto Tobar          |

| 26 de fevereiro | Internacional  | 1 − 0     | Deportes Tolima | Estádio Beira-Rio, Porto Alegre |
| 21:30 (UTC−3)   | Guerrero 45+4' | Relatório |                 | Árbitro: ECU Guillermo Guerrero |

Internacional venceu por 1–0 no placar agregado.